# Gefleckter Sonnenzeiger
Der Gefleckte Sonnenzeiger (Trithemis kirbyi) ist eine Libellenart aus der Familie der Segellibellen (Libellulidae). Es sind zwei Unterarten beschrieben. Die Nominatunterart kommt in Indien und Sri Lanka vor, während das nur ungenügend definierte Taxon Trithemis kirbyi ardens im Rest des Verbreitungsgebiets, der vorwiegend Afrika umfasst, vorkommt.

## Merkmale
Der Gefleckte Sonnenanzeiger ist eine mittelgroße Libelle mit einer Kopf-Rumpflänge von 35 bis 38 mm und einer Länge der Hinterflügel von 25 bis 26,5 mm. Bei den Männchen sind Kopf und Thorax kräftig hellrot gefärbt, das Abdomen ist leuchtend orangerot. Die Antennenbasen sind rötlich-braun, das Labium ist gelblich-braun. Die Augen sind oben hellrot und werden nach unten dunkler. Die Thoraxflanken weisen braune Stellen und kurze, schwarze, wellige Linien auf. Die Flügel sind rot geadert und tragen große orange Flecken, die direkt am Körper etwa ein Drittel der Flügelfläche bedecken. Die Pterostigmen sind bräunlich mit orangem Rand. Auf der Oberseite der letzten drei Abdominalsegmente sind schwarze Flecken. Die Weibchen sind unauffälliger, gelblich bis grünlichbraun gefärbt mit klaren Flügeln.

## Vorkommen
Diese Art lebt an stehenden und fließenden Gewässern in Wäldern, Savannen und Buschland. Sie besiedelt Afrika mit Ausnahme der tropischen Regenwaldgebiete, Madagaskar, die Komoren, Indien und den Nahen Osten. Nach den ersten Nachweisen im Südwesten der Iberischen Halbinsel im Jahr 2007 hat sich die Art dort mittlerweile in nur wenigen Jahren explosionsartig ausgebreitet und expandiert in Spanien und Portugal stetig weiter.